# Coussarea
Genre
Synonymes
Selon GBIF (23 avril 2024)
- Billardiera Vahl
- Billardieria Vahl, 1797
- Froehlichia D.N.F.Dietrich, 1839
- Froelichia Vahl
- Pacheya Scopoli
- Pecheya Scop.
- Peckeya Raf.

Coussarea est un genre néotropical d'arbre, appartenant à la famille des Rubiaceae, comportant environ 146 espèces, et dont l'espèce type est Coussarea violacea Aubl..

## Description
Le genre Coussarea regroupe des arbres ou des arbustes, non armés, terrestres, parfois résineux, à feuilles opposées ou rarement ternées, sessiles à pétiolées, à nervation non linéolée, souvent avec des domaties pilosules et/ou fovéolées à l'aisselle des nervures secondaires. 
Les stipules sont généralement caduques, généralement triangulaires à larges, interpétiolaires à réunies autour de la tige, et généralement imbriquées dans le bourgeon ou parfois calyptrées (c.-à-d. fusionnées en un chapeau conique).
L'inflorescence est terminale et rarement axillaire, sessile à pédonculée, multiflores et subcapitate à condensée-cymose, fasciculée, paniculée ou racémiforme ou avec les fleurs solitaires, bracteate ou les bractées parfois réduites.
Les fleurs sont sessiles ou pédicellées, de taille moyenne à grande, parfumées, au moins parfois nocturnes, protandres et homostylées ou distylées ou rarement unisexuées chez les plantes dioïques. 
L'hypanthium est subglobuleux à turbiné. 
Le limbe du calice tronqué à denticulé ou lobé, dents ou lobes 4, sans calycophylles.
La corolle est salverforme à funnelorme, blanche devenant parfois jaune avec l'âge, intérieurement généralement glabre, lobes 4, valvés dans le bourgeon, souvent charnus et triangulaires en section transversale.
On compte 4 étamines, insérées dans la partie supérieure du tube de la corolle.
Les anthères sont étroitement oblongues, dorsifixes, incluses ou partiellement extériorisées, subsessiles ou les filaments sont développés mais courts.
L'ovaire est incomplètement bi-loculaire.
Les ovules sont solitaires dans l'ovaire ou 2 et fusionnés, basaux.
Le fruit est une baie ellipsoïde à subglobuleuse, coriace à spongieuse ou charnue, blanche à jaune ou rarement orange, lisse, avec l'endocarpe papilleux à chartacé ou rarement ligneux.
Les graines sont solitaires, ellipsoïdes à subglobuleuses, lisses.

## Répartition
On rencontre le genre Coussarea du Mexique à l'Argentine en passant par l'Amérique centrale, la Colombie, le Venezuela, Trinidad, le Guyana, le Suriname, la Guyane, l'Équateur, le Pérou, le Brésil, le Bolivie, et le Paraguay.

## Protologue

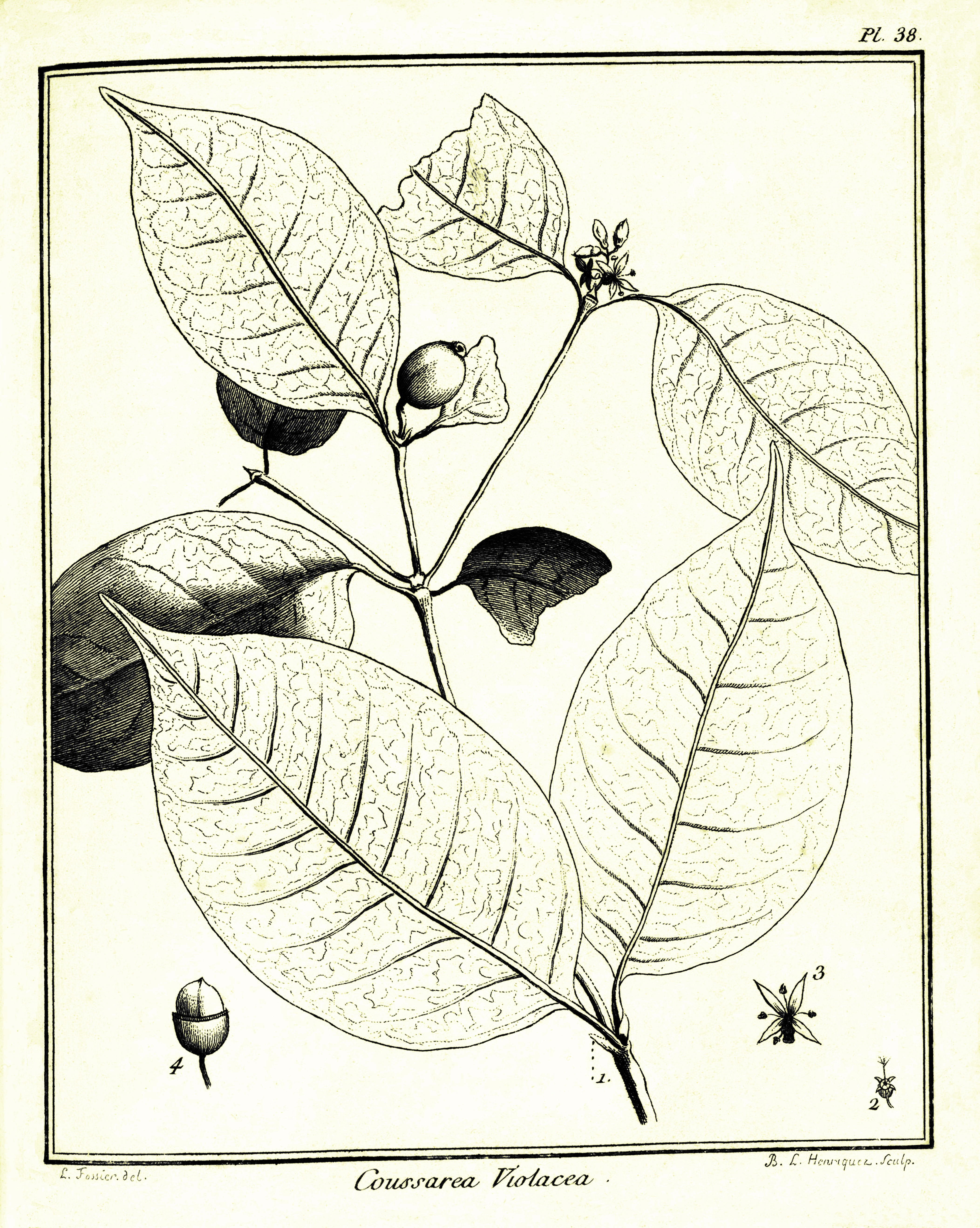
Coussarea violacea : Planche 38 accompagnant la description du genre Coussarea par Aublet (1775)
On a repréſenté la branche, les fleurs & les fruits de grandeur & groſſeur naturelle. - 1. Stipules. - 2. Calice. Diſque. Style. Stigmates. - 3. Corolle. Étamines. - 4. Baie couple. Une ſeule ſemence.

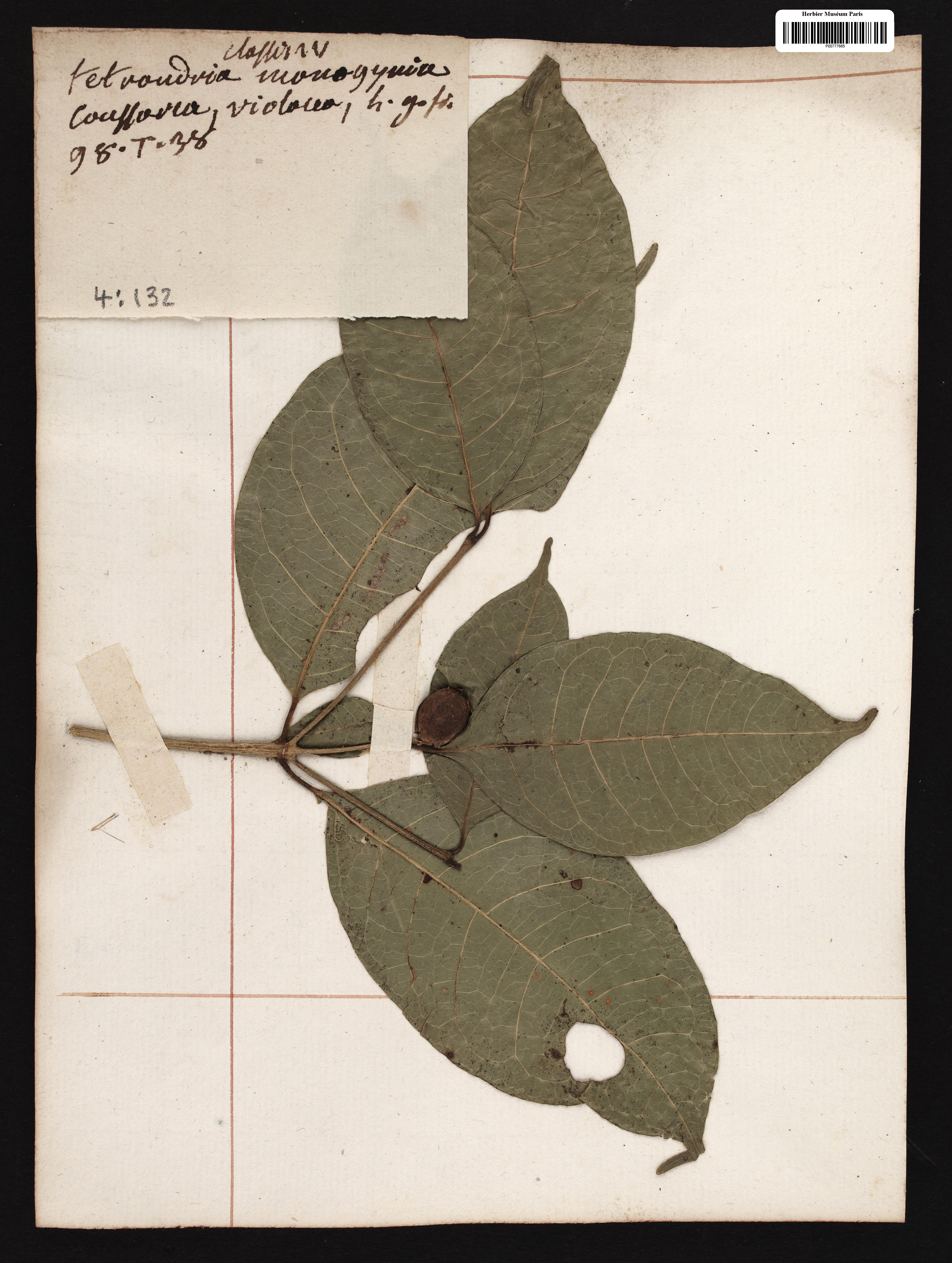
échantillon type Coussarea violacea collecté par Aublet en Guyane

En 1775, le botaniste Aublet propose le protologue suivant : 
« COUSSAREA. (Tabula 38.)

CAL. Perianthium monophyllum, turbinatum, quinquedentatum.
COR. monopetala, alba ; tubus brevis, diſco ſuprà germen infertus, limbus quadrifidus; lobis oblongis, acutis.
STAM. Filamenta quatuor, tubo inſerta, infrà diviſuras limbi. Antheræ oblongæ, biloculares.
PIST. Germen ſubrotundum, caliciadnatum, difco coronatum. Stylus longus. Stigma quadri aut quinque-cuſpidatum.
PER. Bacca ovata, violacea, umbilicata, unilocularis.

SEM. unicum, coriaceum, ſubrotundum. »
— Fusée-Aublet, 1775.

## Liste d'espèces
Selon GBIF (23 avril 2024) :
- Coussarea accedens Müll.Arg.
- Coussarea acrensis C.M.Taylor
- Coussarea acuminata (Ruiz & Pav.) Zappi
- Coussarea albescens (DC.) Müll.Arg.
- Coussarea amapaensis Steyerm.
- Coussarea ampla Müll.Arg.
- Coussarea amplifolia C.M.Taylor
- Coussarea andrei M.S.Pereira & M.R.V.Barbosa
- Coussarea antioquiana C.M.Taylor
- Coussarea bahiensis Müll.Arg.
- Coussarea bernardiae Steyerm.
- Coussarea bernardii Steyerm.
- Coussarea biflora (Vell.) Müll.Arg.
- Coussarea bocainae M.Gomes
- Coussarea boliviensis C.M.Taylor
- Coussarea brevicaulis E.H.L.Krause, 1907
- Coussarea brevicaulis K.Krause
- Coussarea brevipedunculata C.M.Taylor
- Coussarea camposiana C.M.Taylor
- Coussarea capitata (Benth.) Müll.Arg.
- Coussarea caroliana Standl.
- Coussarea catingana Müll.Arg.
- Coussarea cephaeloides C.M.Taylor
- Coussarea cerroazulensis Dwyer & M.V.Hayden
- Coussarea chiapensis Borhidi
- Coussarea coffeoides Müll.Arg.
- Coussarea congestiflora Müll.Arg.
- Coussarea contracta (Walp.) Benth. & Hook.f. ex Müll.Arg.
- Coussarea contracta Benth. & Hook.f., 1873
- Coussarea cornifolia Benth. & Hook.f., 1873
- Coussarea cuatrecasasii Standl. ex Steyerm.
- Coussarea curvigemmia Dwyer, 1978
- Coussarea dictyocarpa Müll.Arg.
- Coussarea duckei Standl.
- Coussarea dulcifolia D.Neill, C.E.Cerón & C.M.Taylor
- Coussarea duplex C.M.Taylor
- Coussarea durifolia Dwyer
- Coussarea ecuadorensis C.M.Taylor
- Coussarea enneantha Standl.
- Coussarea evoluta Steyerm.
- Coussarea fanshawei Steyerm.
- Coussarea flava Poepp.
- Coussarea foetida VanHuerck & Muell.Arg.
- Coussarea friburgensis M.Gomes
- Coussarea frondosa S.Moore
- Coussarea garciae Standl.
- Coussarea graciliflora (Mart.) Müll.Arg.
- Coussarea grandifolia Rusby
- Coussarea grandis Müll.Arg.
- Coussarea granvillei Delprete & B.M.Boom
- Coussarea hallei Steyerm.
- Coussarea hirticalyx Standl.
- Coussarea hyacinthiflora Standl.
- Coussarea hydrangeifolia (Benth.) Benth. & Hook.f. ex Müll.Arg.
- Coussarea ilheotica Müll.Arg.
- Coussarea imitans L.O.Williams
- Coussarea impetiolaris Donn.Sm.
- Coussarea insignis Ducke
- Coussarea insolita (Standl.) C.M.Taylor
- Coussarea janeirensis Standl.
- Coussarea japurana Standl.
- Coussarea jiminezii Donn.Sm.
- Coussarea klugii Steyerm.
- Coussarea krukovii Standl.
- Coussarea lagoensis Müll.Arg.
- Coussarea lagonensis Müll.Arg.
- Coussarea lanceolata (Vell.) Müll.Arg.
- Coussarea lasseri Steyerm.
- Coussarea latifolia Standl.
- Coussarea leptoloba (Spreng. ex Benth. & Hook.f.) Müll.Arg.
- Coussarea leptophragma Müll.Arg.
- Coussarea leptopus Müll.Arg.
- Coussarea liesneri Steyerm.
- Coussarea liliiflora Standl.
- Coussarea linearis C.M.Taylor
- Coussarea locuples Standl.
- Coussarea loftonii (Dwyer & M.V.Hayden) Dwyer
- Coussarea longiacuminata Standl.
- Coussarea longiflora (Mart.) Müll.Arg.
- Coussarea longifolia Müll.Arg.
- Coussarea longilaciniata Delprete
- Coussarea lutea (Aubl.) Delprete
- Coussarea machadoana Standl.
- Coussarea macrocalyx Standl.
- Coussarea macrophylla (Mart.) Müll.Arg.
- Coussarea mapourioides Bremek.
- Coussarea maranonensis C.M.Taylor
- Coussarea megalocarpa Standl.
- Coussarea megistophylla Standl.
- Coussarea melanocarpa Müll.Arg.
- Coussarea meridionalis (Vell.) Müll.Arg.
- Coussarea mexiae C.M.Taylor
- Coussarea mexicana Standl.
- Coussarea micrococca Bremek.
- Coussarea moritziana (Benth.) Standl.
- Coussarea nemoralis Benth. & Hook.f., 1873
- Coussarea nodosa (Benth.) Müll.Arg.
- Coussarea nodosa Benth. & Hook.f., 1873
- Coussarea obliqua Standl.
- Coussarea obscura Müll.Arg.
- Coussarea ovalis Standl.
- Coussarea paniculata (Vahl) Standl.
- Coussarea panurensis (Müll.Arg.) C.M.Taylor & J.G.Jardim
- Coussarea paucicostata Müll.Arg.
- Coussarea penetantha Standl.
- Coussarea petiolaris (Benth.) Standl.
- Coussarea pilosiflora Standl.
- Coussarea pilosula C.M.Taylor
- Coussarea pittieri Steyerm.
- Coussarea platyphylla Müll.Arg.
- Coussarea procumbens (Vell.) Müll.Arg.
- Coussarea pseudopilosula C.M.Taylor
- Coussarea rafa-torresii Borhidi
- Coussarea regnelliana Müll.Arg.
- Coussarea resinosa C.M.Taylor
- Coussarea revoluta Steyerm.
- Coussarea roseocrema Dwyer, 1980
- Coussarea rudgeoides Rusby
- Coussarea sancti-ciprianii C.M.Taylor
- Coussarea schiffneri Zahlbr.
- Coussarea sessilifolia Standl.
- Coussarea speciosa K.Schum. ex Glaziou
- Coussarea speciosa K.Schum. ex M.Gomes
- Coussarea spicata Delprete
- Coussarea spiciformis C.M.Taylor
- Coussarea squamosa Lam.
- Coussarea strigosipes Müll.Arg.
- Coussarea suaveolens (Duchass. ex Griseb.) C.M.Taylor
- Coussarea surinamensis Bremek.
- Coussarea surinamensis Müll.Arg.
- Coussarea talamancana Standl.
- Coussarea taurina Standl. & L.O.Williams
- Coussarea tenella Standl. ex Ll.Williams, 1936
- Coussarea tenuiflora Standl.
- Coussarea terepaimensis Steyerm.
- Coussarea tortilis Standl.
- Coussarea tricephala Standl.
- Coussarea triflora Müll.Arg.
- Coussarea uniflora Gardner
- Coussarea vaginata (Griseb.) M.Gómez
- Coussarea vasqueziana C.M.Taylor
- Coussarea venosa Standl.
- Coussarea veraguensis Dwyer
- Coussarea verticillata Müll.Arg.
- Coussarea violacea Aubl.
- Coussarea viridis Müll.Arg.